# Joseph Murphy
Joseph Murphy (Irlanda, 20 de mayo de 1898 - Laguna Hills, 16 de diciembre de 1981) fue un ministro de la Iglesia de la Ciencia Divina y uno de los más prolíficos y famosos escritores del Movimiento del Nuevo Pensamiento durante el siglo XX.

## Obra
Escribió más de 30 libros de autoayuda, muchos de los cuales fueron "best sellers" en el mundo entero; sus escritos tratan sobre la bondad de Dios y el poder de la mente subconsciente.
Uno de los libros más conocidos del Dr. Murphy es "El poder de la mente subconsciente", en el que sustenta que la mente subconsciente, al aceptar una idea, empieza inmediatamente a ponerla en práctica. Por tanto, lo único que se hace necesario es conseguir que la mente subconsciente acepte tal idea; es esta ley la que rige al subconsciente y la que puede proporcionar salud, tranquilidad o la posición que uno desea alcanzar en la vida. Pero es necesario tener en cuenta que la mente subconsciente acepta todo aquello que se le imprime, aunque sea una falsa noción, tratando de provocar resultados en concordancia con aquello que conscientemente la persona aceptó, sea una idea de éxito o fracaso.
El Dr. Murphy sugiere, a quienes desean emplear la autosugestión, que la apliquen en los momentos previos a quedarse dormidos, ya que es el momento en el que la mente consciente se encuentra pasiva, sin presentar resistencia a la idea que se desea imprimir a la mente subconsciente.

## Vida
Existen muy pocos datos sobre la vida del Dr. Joseph Murphy, ya que él mismo había pedido que, luego de su muerte, no se escribiese su biografía.
El Dr. Murphy nació en Irlanda en 1898, en el seno de una familia católica. Fue inicialmente educado en Irlanda e Inglaterra. En 1922 emigró a los Estados Unidos, donde estudió Filosofía y Religión, obteniendo un doctorado.
Según la semblanza biográfica que ofrece el Dr. Arthur R. Pell, Murphy estudió en Irlanda en un seminario de Jesuitas. Después emigró a Estados Unidos en dónde además de obtener su grado de doctorado, trabajó en una farmacia y más tarde la compró. Durante la Segunda Guerra Mundial sirvió en el Ejército de Estados Unidos como farmacéutico.
Al volver de la guerra, Murphy recobró su interés por las religiones y viajó dando lecciones sobre espiritualidad, religión y filosofía.
Durante mucho años, se dedicó al estudio de las principales religiones existentes en el mundo. Desarrolló también actividad académica universitaria, especializándose en el estudio de religiones orientales. De hecho, Murphy pasó muchos años de su vida en la India, en donde fue investigador de la Andhra Research University.
Murphy fue ordenado Ministro de la Iglesia de la Ciencia Divina. Durante 28 años, ocupó el cargo de Director de esta iglesia en Los Ángeles. En sus sermones dominicales, llegaban a acudir más de mil quinientas personas. También tuvo un programa radial que fue muy popular en su época.
Joseph Murphy fue influenciado por otros dos famosos escritores del Nuevo Pensamiento, que al igual que él, también fueron ordenados como Ministros por la Iglesia de la Ciencia Divina: Ernest Holmes y Emmet Fox.
El Dr. Murphy escribió más de 30 libros; sin embargo, en español existen muy pocos títulos, entre los cuales podemos encontrar los siguientes:
- El Poder de la Mente Subconsciente (Editorial “Diana” y editorial “Open Project”);
- Las Sorprendentes Leyes de la Fuerza del Pensamiento Cósmico (Editorial “Diana”);
- Los Milagros de su mente;
- El Milagro de la Dinámica Mental (Editorial “Obelisco”);
- La Percepción Psíquica (Editorial “Diana”); y
- Los Secretos del I-Ching (Editorial “Obelisco”)
- Técnicas Terapéuticas de la Oración (Editorial "Obelisco")